# Document electrònic
Un document electrònic és un document que, essent analògic o digital, ha de ser interpretat i mostrat a l'ull humà mitjançant un reproductor (un reproductor de vídeo o de cintes de so però també un ordinador).
Hi ha consens a vincular l'existència o la manipulació dels documents electrònics amb ordinadors, computadores, màquines o equipaments informàtics.
Ara bé, estrictament, els documents electrònics també poden ser analògics i, llavors, els documents digitals serien un subconjunt (majoritari) dels documents electrònics. Aquesta és, per exemple, la doctrina arxivística, entre d'altres, dels Arxius Nacionals d'Austràlia: "Electronic record – a record created and/or maintained by means of electronic equipment. Includes analogue formats (see also Digital record)".
La Norma de Descripció Arxivística de Catalunya (NODAC) considera que els documents electrònics constitueixen un cas a part, i els defineix com a documents en els que la informació és manipulada, transmesa o processada informàticament i posseeix contingut, context i estructura per testificar l'activitat que l'ha generat. Els documents electrònics presenten una sèrie de característiques i unes tipologies tan diverses (webs, bases de dades, missatgeria de correu electrònic, bústies de veu, etc.) que realment es fa difícil establir una classificació clara o bé emmarcar-los en classificacions ja establertes.

## Definició específica
Donada la complexitat del terme, cal separar-lo de conceptes més generals com document i document d'arxiu o més específics com Document digital d'arxiu. Per això, ens basarem en la següent definició:
Un document electrònic és qualsevol representació informàtica o digital (excepte el programari i els fitxers de sistema) d'una realitat sensorial que pren la forma de text, imatge, so o combinacions dels elements anteriors. La seva funció (com la de qualsevol document) és donar testimoni d'un fets i (des del punt de vista arxivístic) ha de tenir valor probatori o qualsevol tipus de rellevància jurídica.
A diferència dels documents convencionals (en format paper o altres), el document electrònic permet separar l'aspecte formal o de disseny de l'aspecte d'informació (contingut, dades, ...) oferint llavors la possibilitat d'una explotació per separat.

## Història
Originalment, qualsevol arxiu o registre electrònic es va considerar com quelcom intern: el resultat final anava sempre en paper (o un altre suport). Això no obstant, el desenvolupament de les xarxes informàtiques ha fet que en la majoria dels casos sigui molt més convenient la distribució de documents electrònics (per exemple, a través del correu electrònic) que la seva versió impresa. A més, les millores en els dispositius de visualització electrònica permeten que, la major part de les vegades, es puguin visualitzar els documents en pantalla en comptes d'imprimir-los: d'aquesta manera s'estalvia paper i l'espai necessari per a emmagatzemar les còpies impreses.

## Característiques dels documents electrònics
FlexibilitatPermet combinar les parts per integrar en un únic document qualsevol tipus de material. Allò que apareix als nostres sentits sempre està subjecte a la re-elaboració
Independència del suportPermet establir una correspondència exacta entre original i còpia i, també, que un document sigui manipulat formalment, tallat i combinat de diferents maneres, sense perdre mai la capacitat de mantenir l'original, ja que es pot transferir d'un suport a un altre sense perdre les seves característiques essencials.
ReproductibilitatPermet la Preservació digital d'un document electrònic i que aquest sobrevisqui en el temps mitjançant la realització de còpies de seguretat. Les dades registrades en un suport electrònic estan en alt risc de cancel·lació: per error de l'usuari, per alteració de l'estat magnètic d'una pista. A més, donada la curta edat d'aquest tipus de suports, encara no s'ha pogut d'establir el que serà la vida del material d'un disc compacte o cinta magnètica.
TransmissibilitatConsisteix en la capacitat de transmetre els bits que componen un missatge de l'emissor al receptor de manera que la seqüència d'arribada sigui similar a l'original. Pot ser, però, que durant una transmissió analògica es produeixin interferències que distorsionin o que facin arribar un missatge incomplet al destinatari. Per superar aquests inconvenients, és possible activar el protocol de comunicació perquè, a petició del remitent, enviï la informació per segona vegada, quan, per problemes de transmissió, alguns paquets d'informació prèviament enviats no hagin arribat.
InteractivitatEls documents digitals no són independents, sinó que poden ser col·locats dins d'un sistema d'hipertext obert a l'exterior que crea valor afegit aportat pels lectors.

## Avantatges
Els avantatges dels documents digitals són:
Reducció dràstica de l'espai empratPer exemple, el contingut d'arxius voluminosos es pot transferir a suports magnètics o òptics de la mida d'uns pocs centímetres.
Major velocitaten la recerca i en l'actualització de dades.
Capacitat multimèdiaen poder utilitzar en el mateix document tot tipus d'elements com imatges, sons, hipervincles, animacions...
Possibilitat de transmissió a distànciai en temps real amb la utilització d'Internet.

## Problemàtica
Els principals problemes relacionats amb el document digital són: 
- Organitzar un mètode efectiu d'autenticació que controli els problemes de manipulació i de plagi.
- Integrar missatges multimèdia en un sol mitjà pot conduir a la sobrecàrrega d'informació, o sobreabundància de missatges que posa l'usuari en risc de perdre's en un laberint d'informació.
- Resoldre els problemes d'identitat, difícil de mantenir actualment. Els documents digitals són, en realitat, inestables, dinàmics i fàcils de manipular. Per tant, és difícil garantir, entre d'altres, els drets de propietat intel·lectual d'uns continguts que no s'identifiquen amb certesa.
- Evitar el risc d'un nou tipus d'analfabetisme: l'analfabetisme digital. Independentment de la capacitat de llegir i escriure, de fet, l'accés a la informació digital requereix no només el coneixement i l'experiència de la infraestructura, sinó també la capacitat financera per accedir-hi.
- Com garantir l'accés als continguts dels documents històrics, és a dir, amb quines eines informàtiques es podran gestionar arxius, generats per programes disponibles en l'actualitat, desenes o centenars d'anys després?
- La incompatibilitat de formats i de suports (vegeu més avall).
- El valor probatori dels documents electrònics (vegeu més avall).
- La preservació digital de documents autèntics.

### Incompatibilitat de formats i de suports
Apareix com a conseqüència d'emmagatzemar dades i documents en diferents suports o amb diferents formats, sense la possibilitat de convertir d'un format a l'altre.
Fins i tot els documents més senzills (els documents de text pla) estan afectats per aquest problema: per exemple, la majoria de programes basats en el sistema MS-DOS no treballen correctament amb documents de text basats en Unix.
Molts més problemes apareixen amb els documents electrònics editats mitjançant processadors de text, fulls de càlcul i programari gràfic. Per pal·liar aquests problemes, moltes companyies de programari distribueixen visualitzadors gratuïts que poden llegir els documents electrònics generats pels seus programes d'edició, que generalment no són gratuïts (un bon exemple és el format PDF). L'altra solució àmpliament usada és desenvolupar formes de codi estandarditzades i obertes (com els llenguatges HTML, SGML i XML o el format OpenDocument usat a OpenOffice).

### Valor probatori del document electrònic
Fa referència a la qüestió de la validesa jurídica dels documents: és a dir, com assegurar que una còpia d'un document digital correctament signat pugui ser reconeguda (o no reconeguda) com una còpia autenticada i, per tant, constitueix una prova.
És freqüent que la missió del document com a suport d'informació impliqui que no requereixi més valor probatori que el que es presumeixi o s'al·legui en les mencions del document. Per exemple, la data de publicació o el nom de l'autor solen figurar als documents i se solen donar per vàlids llevat de prova en contra.
Tanmateix, a vegades, cal demostrar l'autenticitat del document electrònic o bé, algunes propietats connexes, com la data de creació o publicació, l'autor, l'expedidor, o el titular del document (als efectes d'atribuir-li un dret), o bé una altra informació registrada en les seves metadades.